# Львовский автобусный завод
Льво́вский авто́бусный заво́д (укр. Львівський автобусний завод, сокращённо ЛАЗ) — советское и украинское автомобилестроительное предприятие (завод), существовавшее в 1945—2014 годах.
В 1980-х завод стал крупнейшим автобусостроительным предприятием в мире, здесь трудилось около 8 000 человек, ежегодно выпускавших 15 000 автобусов. В октябре 2014 года завод остановил производство, оборудование и помещения выставлены на аукцион. В 2018 году на сайте завода появилась информация о возобновлении производства. Однако, уже в начале 2019 года начался полный снос корпусов завода, территорию планируется застроить IT-хабом и жилыми домами.. В июне 2021 года территория завода была выставлена на продажу

## История

### 1945—1991

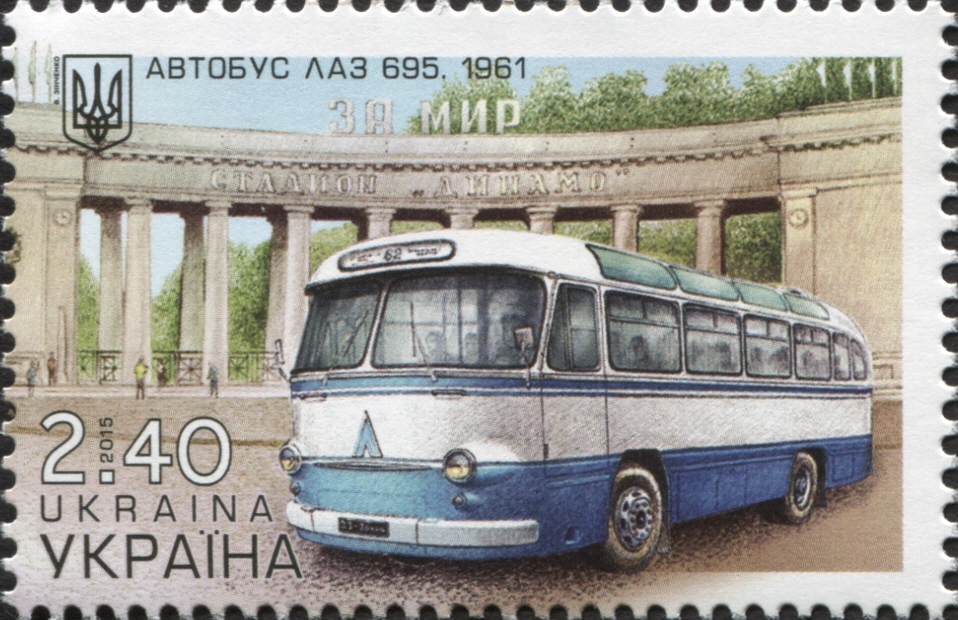
Марка Украины, посвящённая львовскому автобусу ЛАЗ-695. 2015 г.

Решение о создании завода было принято в апреле 1945 года, когда ЦК КП(б)У и СНК УССР приняли постановление «О восстановлении и развитии промышленности, транспорта и городского хозяйства города Львова», предусматривавшее создание в городе автобусного завода. Днём основания завода является 21 мая 1945 года, когда во Львове началось строительство автосборочного завода. В 1947 году завод дал первую продукцию, в 1948 году завод выпустил первые автокраны.
В 1949 году началась реорганизация завода в автомобилестроительный завод. В 1951 году завод выпустил первые автомобили — 20 электромобилей НАМИ-750 для развозки почты, но в дальнейшем выпускал автолавки, автокраны, автомобильные прицепы.
В 1951 году завод освоил производство автокрана АК-32.
В 1955 году завод начал проектирование первой модели автобуса и в 1956 году экспериментальный цех завода выпустил первый городской автобус ЛАЗ-695, в 1957 году начал их серийное производство. В следующие годы завод был реконструирован и расширен.
В 1958 году завод начал производство пригородного автобуса ЛАЗ-695Б с двигателем ЗИЛ-158Л (выпуск которого продолжался до 1964 года), в 1959 году — туристского автобуса ЛАЗ-697 (выпуск которого продолжался до 1963 года), в 1963 году — партию троллейбусов ЛАЗ-695Т.
В 1964 году конструкторский отдел Львовского автобусного завода вместе с экспериментальным цехом был выделен из состава предприятия и преобразован в ГСКБ по городским автобусам средней и большой вместимости. Также, в 1964 году завод начал производство пригородного автобуса ЛАЗ-695Е с двигателем ЗИЛ-130 (выпуск которого продолжался до 1970 года).
В 1965 году завод начал выпуск междугородных и туристских автобусов ЛАЗ-699А.
В 1967 году завод выпустил 7600 автобусов.
В декабре 1968 года завод изготовил 50-тысячный автобус.
В 1970 году завод начал производство автобуса ЛАЗ-695М (выпуск которого продолжался до 1975 года).
22 января 1971 года за совершенствование технологии производства и достижение высоких технико-экономических показателей завод был награждён орденом Трудового Красного Знамени.
В 1973 году завод выпустил 10 000 автобусов. В этом же году был разработан и выпущен демонстрационный образец междугородного автобуса ЛАЗ — Украина — 73, однако серийное производство этой модели начато не было.
В 1974 году завод начал выпуск автобуса ЛАЗ-698. 20 апреля 1974 года с главного конвейера сошёл 100-тысячный построенный автобус.
К 1975 году завод осуществлял экспорт автобусов в 16 стран мира. Развитию предприятия способствовал обмен опытом, который ЛАЗ осуществлял с другими предприятиями автомобильной промышленности СССР, а также с производившими автобусы предприятиями «Autosan» (ПНР), «Praga» (ЧССР), «Икарус» (ВНР) и Югославии. Также, в 1975 году специально для автозавода была разработана стационарная установка для механизированного нанесения антикоррозионной мастики УНМ-1 с пневмораспылителем. УНМ-1 была установлена в сборочном цеху ЛАЗ и введена в эксплуатацию, обеспечив существенное ускорение окраски кузовов выпускаемых автобусов.
В 1978 году завод начал выпуск автобуса ЛАЗ-4202.
В 1981 году завод серийно выпускал пригородные автобусы ЛАЗ-695Н и ЛАЗ-695Р, туристические автобусы ЛАЗ-697Р и ЛАЗ-699Р, городские автобусы ЛАЗ-4202, а также гидромеханические автомобильные передачи для автобусов (которые поставлял Ликинскому автобусному заводу в РСФСР и заводу «Икарус» в ВНР) и иные запчасти для автобусов. В конце 1981 года на заводе был выпущен 200-тысячный автобус (им стал ЛАЗ-695Р).
В 1982 году завод начал серийное производство городского автобуса ЛАЗ-4302 с дизельным двигателем и среднего городского автобуса ЛАЗ-4202 с новой трёхступенчатой коробкой передач.
В 1984 году на выставке «Автопром-84» завод представил пригородный 35-местный автобус ЛАЗ-42021 и междугородный автобус ЛАЗ-5255, а также сообщил о начатых работах по проектированию нового семейства автобусов с дизельным двигателем КамАЗ-740.02, предназначенных для замены в производстве моделей ЛАЗ-695Н, ЛАЗ-695Р и ЛАЗ-699Р (ЛАЗ-4206 и ЛАЗ-4207). В 1984—1985 гг. был разработан газобаллонный автобус ЛАЗ-695НГ, основным видом топлива для которого являлся метан. 19 июля 1985 завод начал серийное производство ЛАЗ-695НГ.
В 1988 году ЛАЗ выпустил 14 646 автобусов — максимальное количество за всю историю предприятия.
В 1990 году завод выпустил 12 118, в 1991 году — 11793 автобусов. В 1991 году было принято решение о переориентировании ЛАЗ на выпуск средних междугородных и местных (сельских) автобусов, а также о расширении производственной кооперации автозавода. С целью освободить производственные площади заводских корпусов для расширения сварочно-сборочного и окрасочного участков, было решено передать производство 35 наименований деталей для автобусов ЛАЗ (цветное литье, резинотехнические и крепежные изделия, детали из пластмасс, пневмо- и электронная аппаратура, сиденья водителей и другие комплектующие) на другие специализированные предприятия СССР. Производство рулевого механизма автобусов ЛАЗ-4206 и ЛАЗ-4207 и продольных рулевых тяг передали на Львовский завод автотракторных запчастей, производство электроники поручили ПО «Львовприбор». Канашский автоагрегатный завод уже в 1991 году успешно освоил выпуск передних осей для автобусов ЛАЗ.
ЛАЗ выпустил партию специализированных автобусов, обслуживающих Центр подготовки космонавтов им. Ю. А. Гагарина и космодром Байконур с 1960-х гг. по 2013 год.

### После 1991
В 1993 году ведущие мосты для автобусов ЛАЗ (ранее выпускавшиеся в Венгрии) начал выпускать Рязанский завод автомобильных агрегатов.
В 1994 году на базе предприятия создано открытое акционерное общество «Львовский автобусный завод», контрольный пакет акций которого принадлежал Фонду государственного имущества Украины. В этом же году началось серийное производство троллейбусов ЛАЗ-52522.
В августе 1997 года завод был включён в перечень предприятий, имеющих стратегическое значение для экономики и безопасности Украины.
В 1999 году завод выпустил 177 автобусов, однако в 2000 году объёмы производства увеличились до 1000 машин.
В 2001 году находившийся в государственной собственности контрольный пакет акций ЛАЗ был продан, завод стал частным предприятием с коллективной формой собственности. В январе — октябре 2001 года завод выпустил 498 автобусов. В начале ноября 2001 года завод подготовил к производству новую модель автобуса — ЛАЗ-6205, но следующие пять месяцев завод простаивал, и выпуск автобусов был возобновлён в марте 2002 года.
В июле 2002 года завод объявил о намерении начать производство автобусов, работающих на сжатом природном газе. Кроме того, в 2002 году была адаптирована к требованиям рынка большая городская модель ЛАЗ-5252 и начался выпуск четырёх новых моделей автобусов (больших городских ЛАЗ-А291, а также пригородных и туристических Лайнер−9, −10, −12).
Всего в 2002 году завод выпустил 307 автобусов
В августе 2003 года был выпущен полутораэтажный туристический ЛАЗ-5208 — первый автобус из семейства моделей «НеоЛАЗ».
В мае 2004 года были представлены две следующие модели НеоЛАЗ: городской автобус с низким уровнем пола CityLAZ-A183 и перронный автобус с низким уровнем пола ЛАЗ-АХ183 «Аэропорт».
В 2003 году завод выпустил 436 автобусов, в 2004 году — 707 автобусов. 23 декабря 2004 года завод был исключен из перечня предприятий, имеющих стратегическое значение для экономики и безопасности Украины.
В 2006 году начался выпуск троллейбусов ElectroLAZ-12 и ElectroLAZ-20. Также, в 2006 году завод лишился жилого фонда — общежития ЛАЗ были проданы вместе с жильцами (летом 2013 года в соответствии с решением Львовского суда жителей начали выселять из общежитий).
В 2007 году была создана холдинговая компания «ЛАЗ» во главе с управляющей компанией «Сити Транспорт Групп», в структуру холдинга вошли Львовский автобусный завод, Днепровский автобусный завод и Николаевский машиностроительный завод. 21 февраля 2007 завод начал выпуск новой модели (сочленённого городского автобуса CityLAZ-А292, разработанного на основе конструкции CityLAZ-A183).
Начавшийся в 2008 году мировой экономический кризис привёл к осложнению экономической ситуации на Украине. С апреля 2008 года завод в течение полугода не выплачивал зарплату рабочим. Тем не менее, весной 2008 года завод представил новую модель автобуса — InterLAZ 13.5LE. После изготовления в 2008 году 365-тысячного автобуса ЛАЗ был включён в книгу рекордов Гиннеса как предприятие, выпустившее самое большое количество автобусов в мире.
11 декабря 2008 года заводу отключили электроэнергию, простой предприятия продолжался до 2 февраля 2009.
Осенью 2009 года ЛАЗ подписал экспортный контракт на поставку 10 троллейбусов в Болгарию.
30 марта 2010 года во Львове подписан меморандум Кабинета министров Украины и Львовского автобусного завода об изготовлении 1500 автобусов и 500 троллейбусов для городов, принимающих Евро-2012. Подвижной состав должен был быть закуплен в лизинг на 10 лет. Первый платёж составлял 10 % от общей суммы контракта. Однако в установленные сроки контракт выполнен не был (так, Донецк получил в установленные сроки лишь 9 из 30 заказанных автобусов, Львов — 33 из 133 заказанных автобусов).
Хотя в январе 2011 года Львовский горсовет потребовал от завода прекратить установку в выпускаемые автобусы сидений производства КНР, к началу февраля 2011 года выпускаемые ЛАЗ транспортные средства только на 15-30 % состояли из деталей украинского производства. В частности, на автобусы устанавливали двигатели Ярославского моторного завода (Россия), фирмы Deutz (Германия) и задние мосты Rába (Венгрия).
В марте 2011 года ЛАЗ изготовил первые 15 троллейбусов модели Е301А1 (в дальнейшем завод начал оснащать выпускаемые троллейбусы видеокамерами).
В июне 2011 года ЛАЗ заключил соглашение с компанией «Renault S.A.» о совместном производстве машин «скорой помощи» на базе микроавтобуса «Renault Master 2» (их производство началось осенью 2012 года, до конца 2012 года было выпущено 100 машин).
В октябре 2011 года завод представил новую модель автобуса — ЛАЗ-А183NG. В конце октября 2011 года общая численность работников завода составляла свыше 1200 человек. Всего в 2011 году завод выпустил 97 автобусов.
В мае 2012 года завод представил новую модель автобуса — ЛАЗ «Лайнер 141». Кроме того, в 2012 году завод разработал на базе туристического ЛАЗ-5208 полутораэтажный медицинский автобус.
В августе 2012 года владельцы завода объявили о намерении освоить на ЛАЗ выпуск инкассаторских бронированных машин на импортном шасси («Mercedes Benz», «Renault» или «Volkswagen»), но этот проект остался не реализованным.
12 февраля 2013 года ЛАЗ остановил работу и отправил сотрудников в неоплачиваемые отпуска (в это время на предприятии работали 300 человек). Администрация завода сообщила, что завод не может выплатить задолженность по заработной плате сотрудникам, счета за электроэнергию и отопление в связи с невыплатой средств по уже исполненным контрактам на поставку техники муниципальными властями Украины.
28 февраля 2013 года 74 депутата Львовского горсовета подписали обращение к правительству Украины, Верховной Раде Украины и Генеральной прокуратуре Украины с требованием национализации ЛАЗ в связи с незаконным характером приватизации завода.
12 марта 2013 года собственники завода объявили о прекращении производства автобусов на ЛАЗ (в связи с решением перенести его в Днепродзержинск). Вслед за этим владельцы завода сообщили о начатой процедуре банкротства предприятия и конфликте с городскими властями Львова, которые не выплатили заводу 25 млн гривен за поставленные городу 30 автобусов.
1 апреля 2013 года ЛАЗ подписал экспортный контракт на поставку 8 троллейбусов в Болгарию, производство на заводе было восстановлено.
В июне 2013 года по решению суда ЛАЗ выплатил 25 млн гривен Донецкой городской администрации за автобусы и троллейбусы, которые был обязан поставить к Евро-2012, но не успел этого сделать в намеченные сроки.
На 1 июля 2014 года «В цехах…в разной степени готовности (от 30 до 90) находятся гармошки для Донецка и заложенные для Киева, до десятка готовых А191, голый кузов нового А141. Также есть 5 кузовов Нео в донецкой раскраске.».
В сентябре 2014 года ЛАЗ вновь практически остановил производство, был поставлен вопрос о закрытии завода в связи с отсутствием спроса на продукцию завода на внутреннем рынке Украины, отсутствием экспортных заказов и наличием задолженности за уже выполненные поставки общественного транспорта в города Украины в рамках государственного заказа. В октябре 2014 года ЛАЗ окончательно остановил производство.
23 марта 2015 года находившиеся в аварийном состоянии помещения завода, из которых было вывезено оборудование, а затем выставлено на аукцион.
В период с начала января 2015 до конца декабря 2016 завод не выпустил ни одной единицы автомобильной техники.
В сентябре 2018 года Львовский автобусный завод сообщил о возобновлении работы. В уцелевших цехах ЛАЗа собрали 8 автобусов: пять автобусов ЛАЗ A191F0 и три автобуса ЛАЗ A183N1. Также компания обновила модельный ряд, среди которых городские автобусы средней и большой вместимости, сочлененные автобусы («гармошки»), троллейбусы и даже автомобиль скорой помощи.
Согласно официальной информации руководителя отдела продаж завода, процесс восстановления начался зимой 2018 года; однако, позже на сайте появилась информация о распродаже складских остатков техники.
Весной 2019 года на территории бывшего завода начался снос корпусов. Территорию планируется застроить IT-технопарком и жилыми комплексами.

## Производимая продукция (неполный перечень)

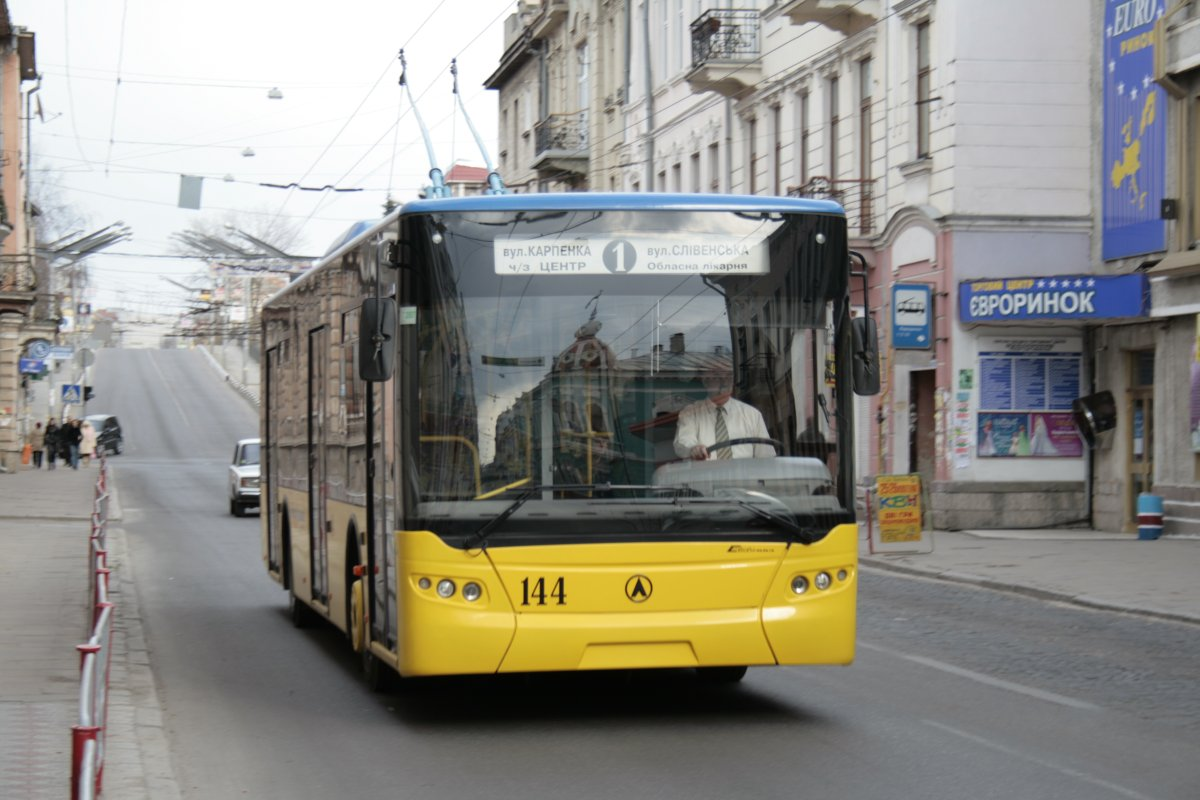
Троллейбус ElectroLAZ-12 в Тернополе, Украина

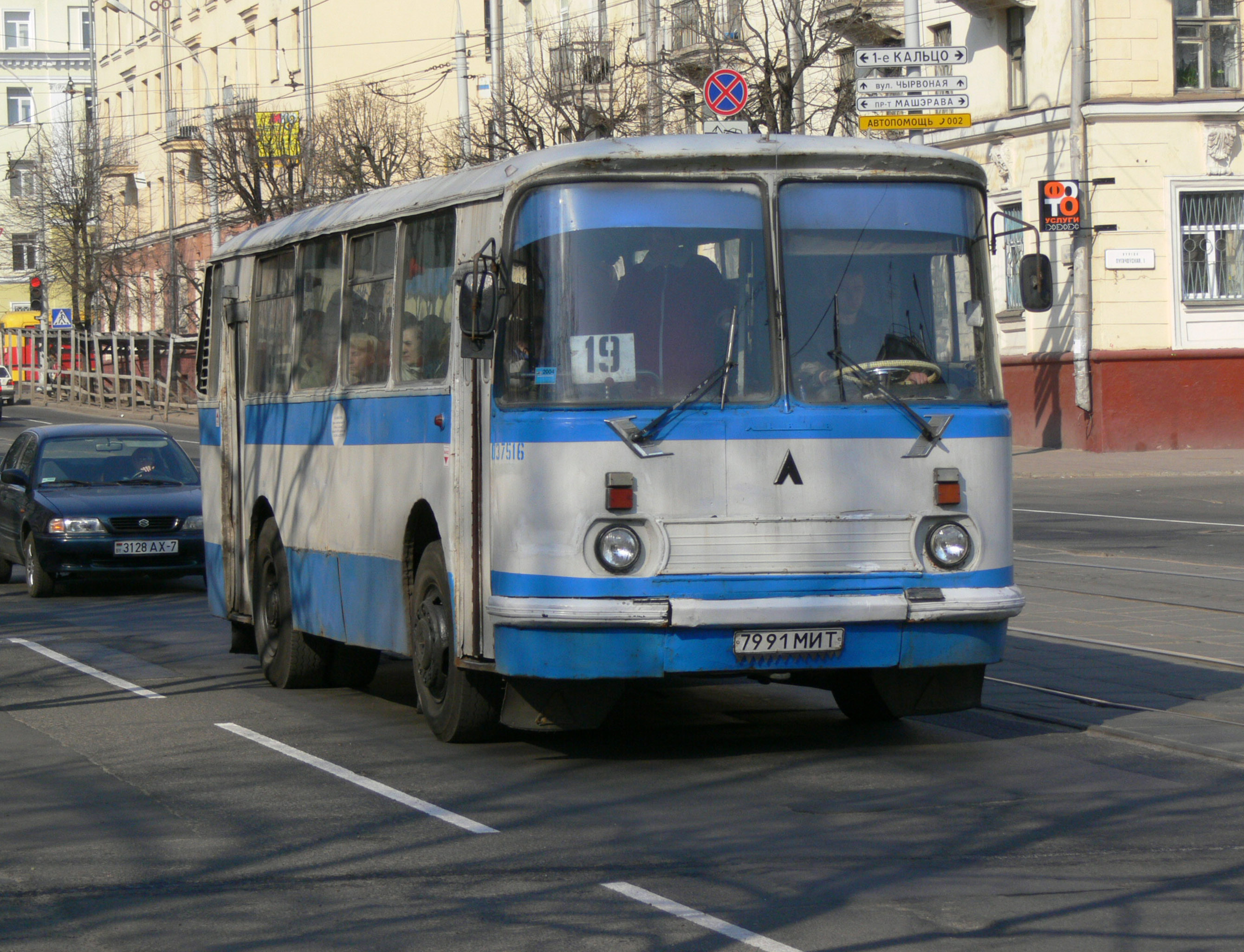
Автобус ЛАЗ-695Н, одна из модификаций старейшей и наиболее распространённой модели «ЛАЗа»

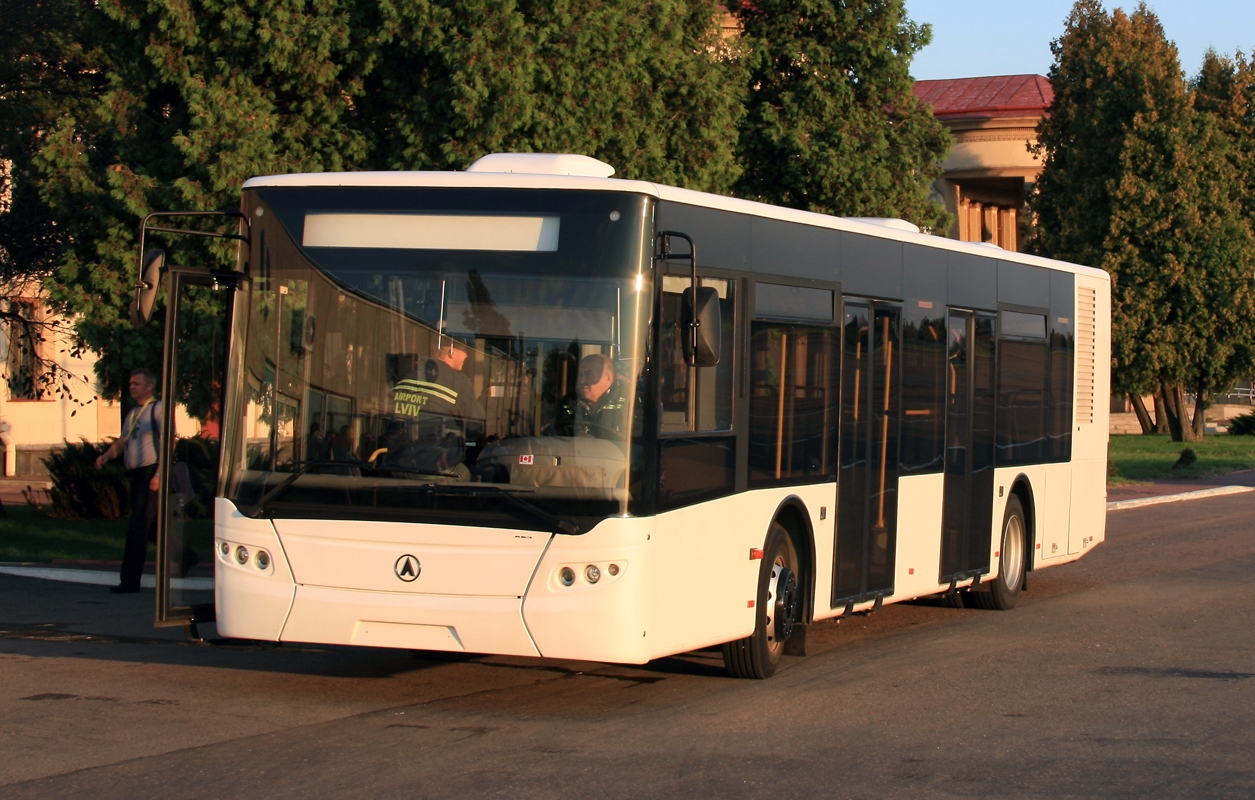
AeroLAZ-12, обслуживающий аэропорты (Львов, 2008)

### Автобусы
- ЛАЗ-695
- ЛАЗ-696
- ЛАЗ-697
- ЛАЗ-698
- ЛАЗ-699
- ЛАЗ-Украина
- ЛАЗ-4202
- ЛАЗ-5255
- ЛАЗ-4206
- ЛАЗ-4207 (с 2003 года LAZ Liner 10)
- ЛАЗ-6205
- ЛАЗ-5252
- ЛАЗ-5207 (с 2003 года LAZ Liner 12)
- ЛАЗ-А141 (с 2003 года LAZ Liner 9)
- ЛАЗ-A073
- ЛАЗ-А291
- ЛАЗ-A183 CityLAZ-12, InterLAZ 12LE
- ЛАЗ-A152 CityLAZ 10LE, InterLAZ 10LE
- ЛАЗ-5208 NeoLAZ-12
- ЛАЗ-AX183 AeroLAZ
- ЛАЗ-A191 InterLAZ-13.5LE
- ЛАЗ-A292 CityLAZ-20
- ЛАЗ-4207DM NeoLAZ-10
- ЛАЗ-A141D1 Liner

### Троллейбусы
- ЛАЗ-695Т
- ЛАЗ-52522
- ЛАЗ-E183 ElectroLAZ-12
- ЛАЗ-E301 ElectroLAZ-20